# 1627
Реформація •  Епоха великих географічних відкриттів •  Ганза •  Нідерландська революція •  Річ Посполита •  Запорозька Січ

## Геополітична ситуація
Османську імперію очолює Мурад IV (до 1640). Під владою османського султана перебувають Близький Схід та Єгипет, Середземноморське узбережжя Північної Африки, частина Закавказзя, значні території в Європі: Греція, Болгарія та Сербія. Васалами османів є Волощина та Молдова.
Священна Римська імперія — наймогутніша держава Європи. Її територія охоплює, крім німецьких земель, Угорщину з Хорватією, Богемію, Північну Італію. Її імператором є Фердинанд II з родини Габсбургів (до 1637). Фердинанд III Габсбург — король Угорщини. На території імперії триває Тридцятирічна війна.
Габсбург Філіп IV Великий є королем Іспанії (до 1665) та Португалії. Йому належать Іспанські Нідерланди, південь Італії, Нова Іспанія, Нова Гранада та Нова Кастилія в Америці, Філіппіни. Португалія, попри правління іспанського короля, залишається незалежною. Вона має володіння в Бразилії, в Африці, в Індії, на Цейлоні, в Індійському океані й Індонезії.
Північ Нідерландів займає Республіка Об'єднаних провінцій. Король Франції — Людовик XIII Справедливий (до 1643). Королем Англії є Карл I (до 1640). Король Данії та Норвегії — Кристіан IV Данський (до 1648), Швеції — Густав II Адольф (до 1632). На Апеннінському півострові незалежні Венеціанська республіка та Папська область.
Королем Речі Посполитої, якій належать українські землі, є Сигізмунд III Ваза (до 1632). На півдні України існує Запорозька Січ.
Царем Московії є Михайло Романов (до 1645). Існують Кримське ханство, Ногайська орда.
Шахом Ірану є сефевід Аббас I Великий (до 1629).
Значними державами Індостану є Імперія Великих Моголів, Біджапурський султанат, султанат Голконда, Віджаянагара. У Китаї править династія Мін, маньчжури утворили династію Пізня Цзінь. У Японії триває період Едо.

## Події

### В Україні
- Вийшов перший словник української мови «Лексіконъ славенноросскій і именъ тълкованіє» Памви Беринди.
- Олексій Шафран на чолі ескадри з 80 чайок палив Азов і передмістя Керчі, дістався і до Анатолійського узбережжя.

### У світі
- Флот Речі Посполитої завдав поразки шведському в битві під Оливою.
- Нідерландці захопили після місячної облоги місто Грунло — останню твердиню іспанців на сході Нідерландів.
- Тридцятирічна війна:
  - Почалася війна між Англією та Францією.
  - Зазнала невдачі спроба герцога Бекінгема допомогти французьким протестантам на Іль-де-Ре.
  - Почалася облога Ла-Рошелі французькими урядовими військами.
  - Альбрехт Валленштейн змусив герцога Померанії Богіслава XIV платити утримання окупаційної армії. Імперці, однак, все одно спустошили Померанію.
  - Війська Валленштейна вторглися в Шлезвіг та Ютланд.
  - Король Данії Кристіан IV змушений відмовитися від командування військами.
  - Готфрід Генріх Паппенгейм захопив фортецю Вольфенбюттель.
- Фердинанд III Габсбург став королем Богемії.
- Іспанія збанкрутувала.
- Берберські пірати вчинили напад на Ісландію.
- Почалася колонізація англійцями острова Барбадос.
- У Франції створено Компанію ста акціонерів для колонізації Канади.
- Маньчжури напали на Корею й змусили її платити собі данину.
- Шах Джахан очолив імперію Великих моголів після смерті Джахангіра.

## Наука та культура
- Перша письмова згадка про вибухові роботи в рудниках збереглася в «Книзі гірничого суду» міста Банська Штявниця, де зокрема стверджується, що «тірольський гірник Каспар Вайндаль 8 лютого 1627 року провадив у штольні вибух, використовуючи чорний порох». Цю дату офіційно вважають початком застосування у гірництві вибухової технології.

## Народились
Див. також Категорія:Народились 1627
- 25 січня — Роберт Бойль, англійський хімік, фізик і філософ
- у м. Чигирин Петро Дорошенко (1627—1698), видатний український державний, політичний та військовий діяч, гетьман України (1665—1676)

## Померли
Див. також Категорія:Померли 1627
- 21 березня — архімандрит Печерської Лаври Захарій Копистенський